# Шомлаи, Артур
Артур Шомлаи (венг. Artúr Somlay; 28 февраля 1883, Будапешт, Австро-Венгрия — 10 ноября 1951, Будапешт, ВНР) — венгерский актёр театра и кино, педагог, общественный деятель. Народный артист Венгерской Народной Республики (1951). Дважды лауреат Национальной премии имени Ко́шута (1948, 1951). Один из основоположников социалистического театра Венгрии.

## Биография
Родился в семье железнодорожного служащего. В 1900 году окончил театральную студию при театре комедии и начал выступать на периферии. В 1905 году вернулся в Театр комедии в Будапеште. В 1908—1921 годах играл на сцене Будапештского Национального театра.

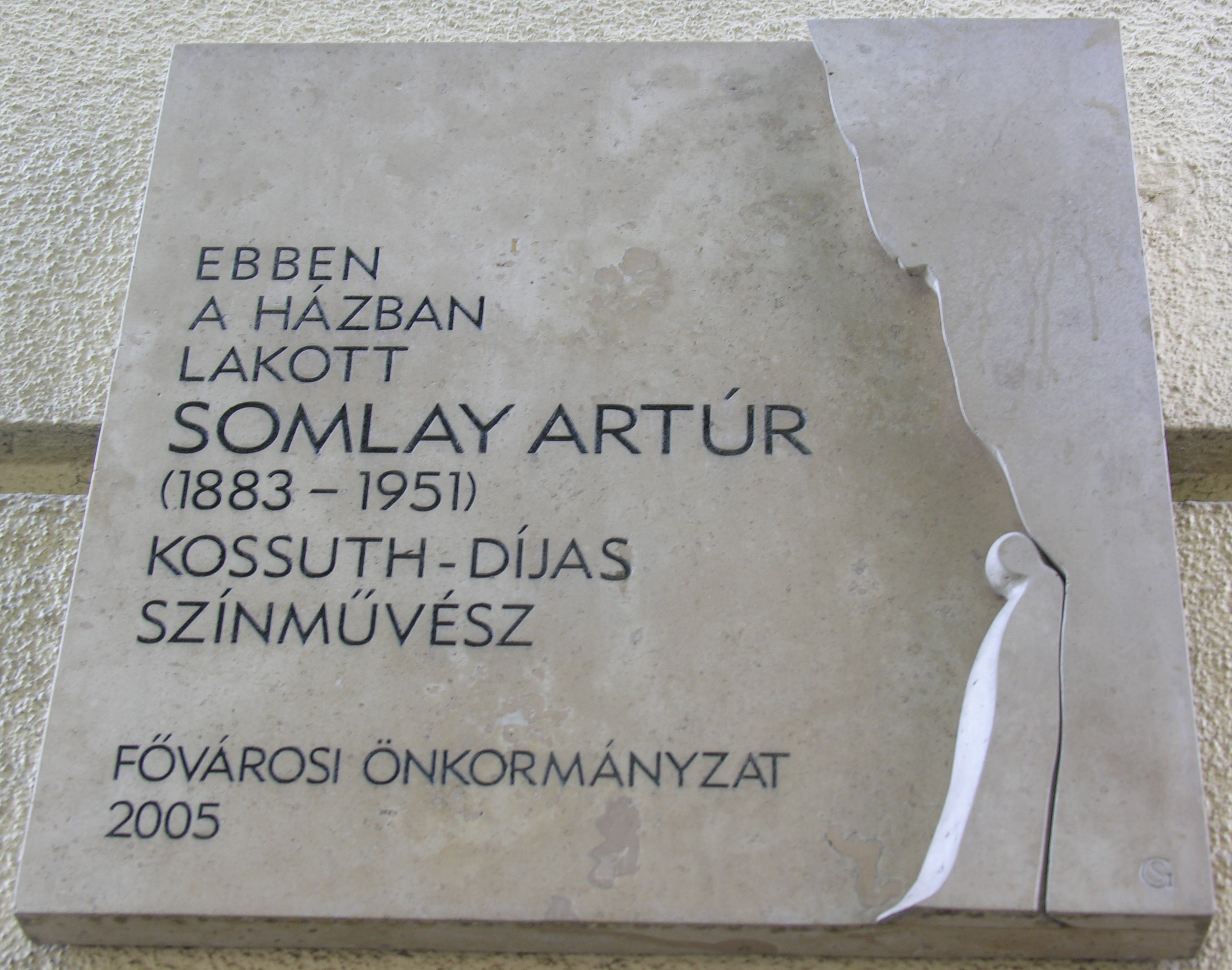
Мемориальная доска Артуру Шомлаи

Впоследствии играл во многих столичных театрах. В 1912 году впервые снялся в немом кино. За свою карьеру сыграл в 73 фильмах.
С 1945 года работал в Национальном театре Будапешта. С 1948 по 1950 год преподавал в театральном училище (ныне Академия театра и кино (Будапешт)).
Исполнял роли Гамлета, короля Лира, хара́ктерные роли в отечественной драматургии — Тиборц и бан Петур («Бан Банк» И.Катоны), судья Шари (одноимённая пьеса Ж. Морица) и др.
Гражданственность искусства А. Шомлаи, его высокое реалистическое мастерство с особой силой проявились в годы после освобождения страны от фашистской оккупации (1945). А. Шомлаи создал свои лучшие сценические образы — Егор Булычов, Президент («Коварство и любовь»).
Был первым председателем Союза венгерских актёров.
В 1951 году выступил в защиту нескольких театральных деятелей, чем вызвал конфликт с министром Йожефом Реваи. Вернувшись домой с совещания, взял бутылку коньяка и упаковку снотворного и совершил самоубийство; 10 ноября 1951 года в 3 часа ночи умер от паралича сердца.
Похоронен в Будапеште на кладбище Керепеши.